# Медвёдково (Лычёвская волость)
Медвёдково — деревня в Великолукском районе Псковской области России. Входит в состав Лычёвской волости.

## География
Расположена у восточного прибрежья озера Сиверст, в 40 км к юго-востоку от райцентра Великие Луки и в 10 км к югу от бывшего волостного центра Успенское.

## Население
| 2001 | 2002 | 2010 |
| ---- | ---- | ---- |
| 37   | ↘36  | ↘22  |

Численность населения деревни по состоянию на начало 2001 года составила 37 жителей

## История
С января 1995 до декабря 2014 года деревня входила в состав ныне упразднённой Успенской волости.